# Kawasaki Versys-X 300
Kawasaki Versys-X 300 – japoński motocykl klasy turystyczne enduro produkowany od 2017 roku przez firmę Kawasaki.

## Omówienie
Kawasaki Versys-X 300 zaprezentowany został w 2017 jako najmniejszy najmłodszy członek rodziny Versys. Celem Kawasaki było stworzenie maszyny o aspiracjach turystycznych, jednocześnie relatywnie taniej w zakupie i ekspolatacji (deklarowane przez producenta średnie spalanie na poziomie 4,1l/100km).
Versys-X 300 napędzany jest chłodzoną cieczą rzędową dwucylindrową jednostką o pojemności 296 cm³ znaną z modeli Ninja 300 i Z300. 

## Wersje wyposażenia
Motocykl jest oferowany  w dwóch wersjach wyposażenia opcjonalnego, które zawierają:
- Versys-X 300 Urban

ochraniacze dłoni, tank pad, centralna stopka oraz 30 litrowy kufer centralny
- Versys-X 300 Adventure

ochraniacze dłoni, tank pad, centralna stopka, gmole oraz 17 litrowe kufry boczne

## Wersje kolorystyczne
|                                | 2017 | 2018 |
| Candy Lime Green (zielony)     | X    | X    |
| Metallic Graphite Gray (szary) | X    |      |
| Metallic Spark Black (czarny)  |      | X    |